# ヘンリ・ヴァイゲルト
ヘンリ・ヴァイゲルト（Henri Weigelt 、1998年1月17日 - ）は、ドイツ・ビーレフェルト出身のプロサッカー選手。アイントラハト・トリーア所属。ポジションは、ディフェンダー（センターバック）。